# Tongshan, Xuzhou
Tongshan, tidigare känt som Tungshan, är ett stadsdistrikt i Xuzhous stad på prefekturnivå  i Jiangsu-provinsen i östra Kina. Den ligger omkring 280 kilometer nordväst om provinshuvudstaden Nanjing.
Orten var tidigare ett härad och fick sitt nuvarande namn ("kopparberget") 1733, under Qingdynastin. 2010 ombildades häradet till ett förortsdistrikt till Xuzhou.
1. ↑  http://www.geohive.com/cntry/cn-32.aspx